# Leistritz (Unternehmen)
Die Leistritz AG ist die Konzernmutter der Leistritz Group und gehört seit 2016 zur Dr. Helmut Rothenberger Holding mit Sitz in Anif bei Salzburg. Leistritz umfasst die Geschäftsfelder Turbinen-, Pumpen-, Extrusions- sowie Produktionstechnik und hat seinen Hauptsitz in Nürnberg.

## Geschichte

Der Firmengründer Paul Leistritz (circa 1910)

1905 gründete Paul Leistritz in Nürnberg (* 1873; † 1957) die Maschinenfabrik Paul Leistritz. Der erste große Auftrag kam von der MAN-Motorenfabrik, die 30.000 Metall-Schaufeln für Dampfturbinen bestellt hatte.
Als Neuentwicklung wurden 1924 Schraubenspindelpumpen in das Fertigungsprogramm aufgenommen, und im Folgejahr wurde die Produktion durch die Herstellung von Schalldämpfern für Krafträder, Automobile und stationäre Motoren erweitert. 1937 wurden Schraubenspindelpumpen zum Kneten und Mischen zäher Medien weiterentwickelt. Daraus entstanden in der Folge Extruder zur Kunststoffverarbeitung. Ab 1940 stieg das Unternehmen in die Luftfahrtbranche ein und baute Triebwerksschaufeln für Strahltriebwerke.
1960 kam ein Werk in Fürth/Stadeln dazu. 1965 fertigte Leistritz im Werk Bochum hydraulische Anlagen für den Aufzugsbau. 1973 wurde in den USA die heutige Leistritz Advanced Technologies Corporation als Vertriebs- und Service-Organisation gegründet. 1975 wurde ein Werk in Pleystein aufgebaut, in dem Schalldämpfer und Rohrkomponenten sowie Werkzeugmaschinen und Werkzeuge gefertigt werden. 1986 erfolgte die Umwandlung der Leistritz Maschinenfabrik GmbH in eine Aktiengesellschaft.
2001 bildete die Leistritz AG die selbständigen Tochtergesellschaften Leistritz Turbomaschinen Technik GmbH, Leistritz Pumpen GmbH, Leistritz Extrusionstechnik GmbH, Leistritz Produktionstechnik GmbH.

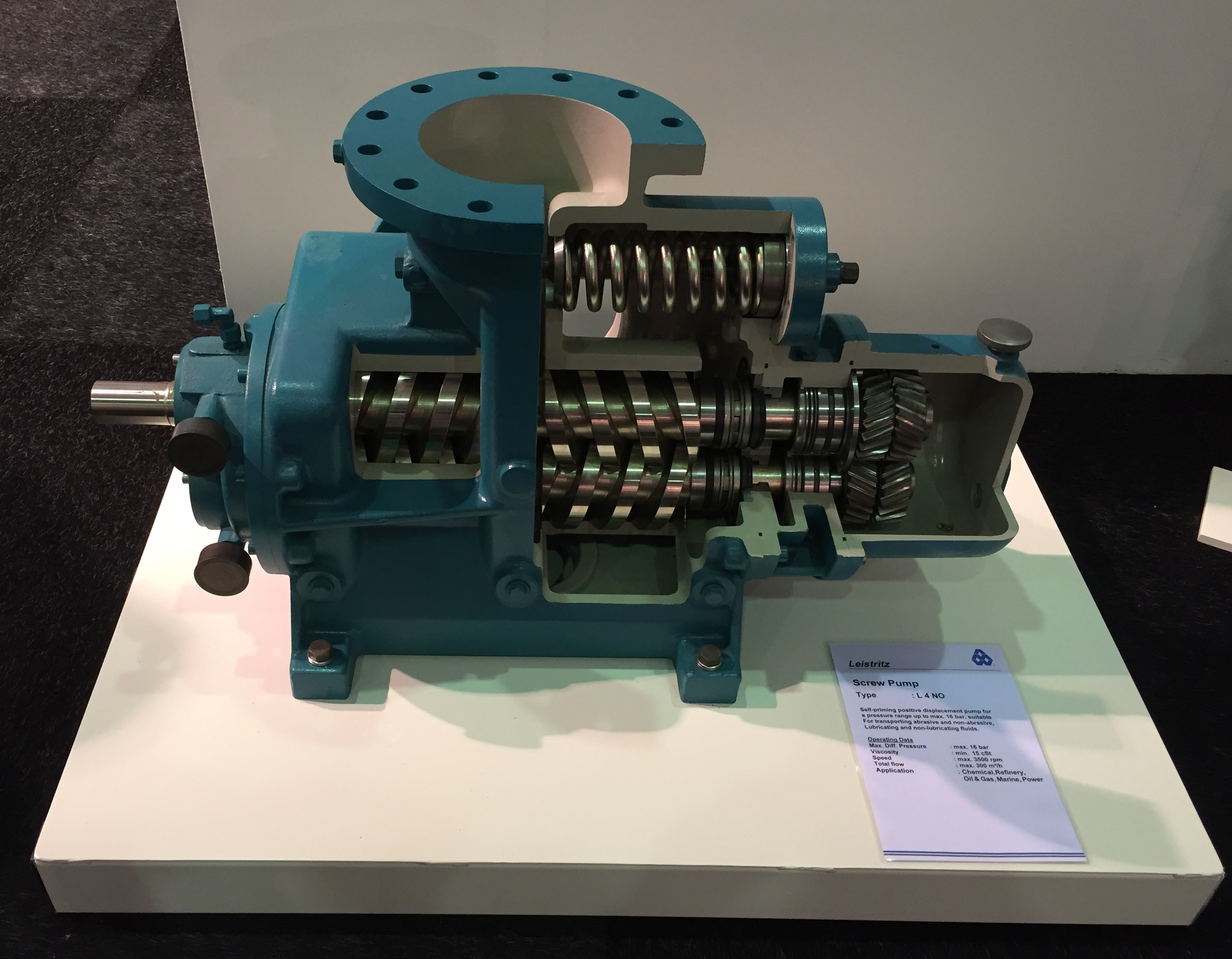
Leistritz, moderne Schraubenspindelpumpe L4NO

2005 übernahm die Leistritz AG die ThyssenKrupp Turbinenkomponenten GmbH in Remscheid, die heute unter Leistritz Turbinentechnik GmbH firmiert.
2010 wurde der Standort in Fürth/Stadeln geschlossen. Die Produktion der Abgastechnik für die Automobilindustrie wurde nach Augsburg verlagert. 2011 wurde die Leistritz Machinery (Taicang) Co., Ltd. in China gegründet. 2012 eröffnete die Leistritz Turbinentechnik GmbH ein neues Werk in Thailand (Leistritz (Thailand) Ltd.), welches im Februar 2023 abbrannte. 2014/2015 erfolgte der Aufbau weiterer internationaler Vertriebs- und Servicestandorte in Singapur und den Vereinigten Arabischen Emiraten.
2015 kooperiert Leistritz mit dem deutschen UL Thermoplastics Testing Center. 2016 folgte die Eröffnung eines neuen Standorts im indischen Chennai (Leistritz India Pte Ltd). Die Leistritz AG war Mitglied im Arbeitskreis Bundeswehr und Wirtschaft der IHK Nürnberg und der Vereinigung der Arbeitgeberverbände in Bayern (VAB) Bezirk Mittelfranken.

## Unternehmensgruppe

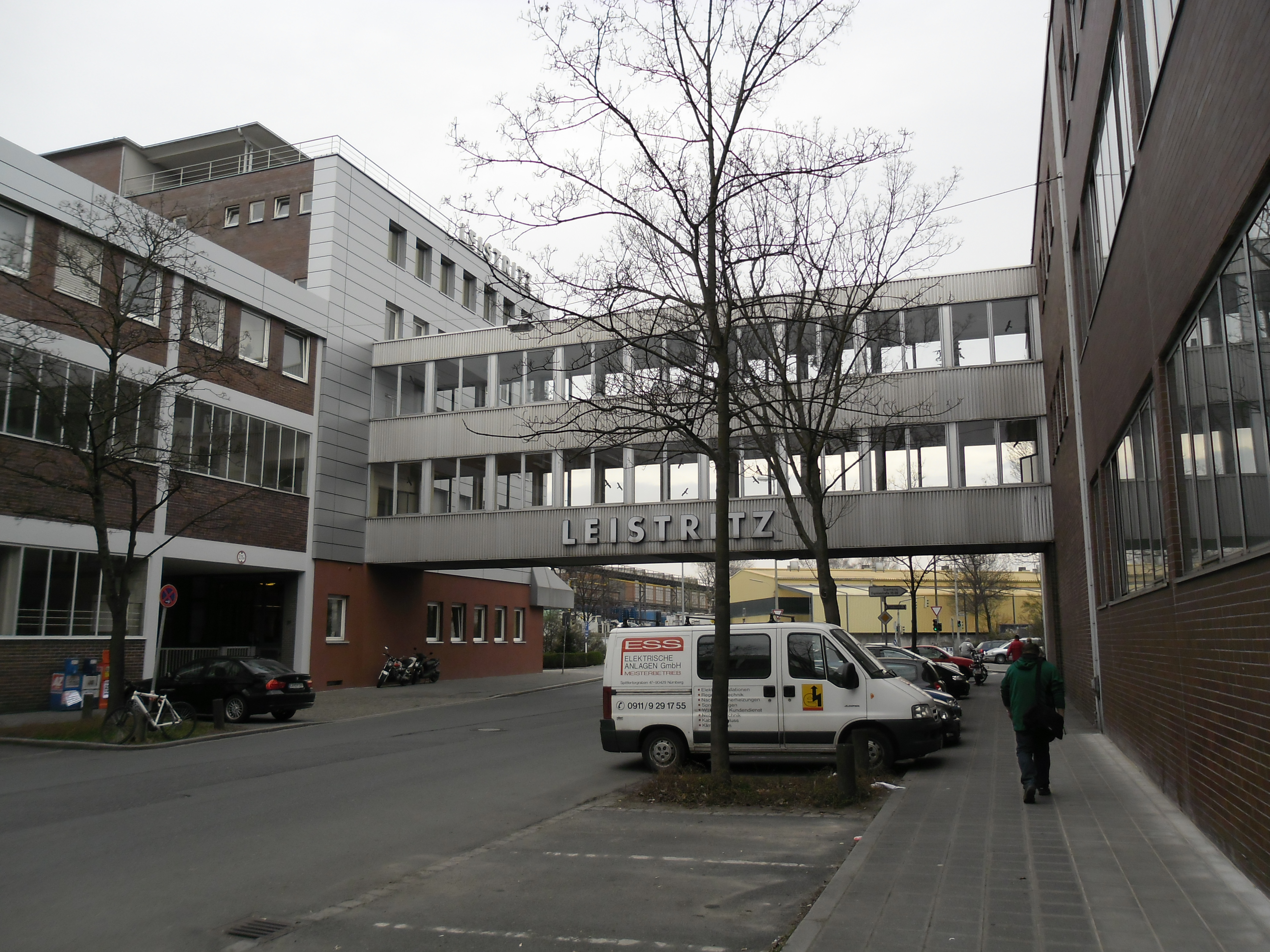
Leistritz-Werk in der Nürnberger Markgrafenstraße

Die Gruppe besteht aus vier Geschäftsbereichen, die zu 100 % der Leistritz AG gehören und Teil der Rothenberger Gruppe sind:
- Leistritz Turbinentechnik – Komponenten für Flugzeugtriebwerke
- Leistritz Pumpentechnik – Pumpen und Systeme
- Leistritz Extrusionstechnik – Extruder und Extrusionsanlagen
- Leistritz Produktionstechnik – Werkzeugmaschinen, Werkzeuge, Fertigungstechnik, Rohrtechnik

### Leistritz Turbinentechnik
Der Geschäftsbereich Turbinentechnik mit der Leistritz Turbinentechnik GmbH (bis 2012 Leistritz Turbinenkomponenten Remscheid GmbH) hat den Stammsitz in Remscheid und einen weiteren Fertigungsstandort mit der Leistritz Turbomaschinen Technik GmbH in Nürnberg. Produziert wird an zwei Standorten in Deutschland (Remscheid und Nürnberg) sowie in Kroatien und Thailand. Am Anfang stand die Herstellung von Schaufeln für Dampfturbinen, die auch heute noch zu den wichtigen Produkten zählen. Es werden auch Schaufeln, Profile und andere Komponenten für Gasturbinen produziert.
Seit in den 1940er Jahren die ersten Strahltriebwerke für Flugzeuge gebaut wurden, ist Leistritz für Flugtriebwerkshersteller bei der Entwicklung und Fertigung von Triebwerksschaufeln tätig. Dabei liegt der Schwerpunkt heute im Bereich der Verdichterschaufeln, die durch aerodynamisch geformte Geometrien gefertigt werden. Einbaufertige Turbinenschaufeln und integrale Rotoren verlangen nach der richtigen Kombination von geeigneten Fertigungsverfahren. Fertigungstechnologien sind Präzisionsschmieden, CNC-Fräs- und Schleifvorgängen, Warm- und Kaltwalzen, elektrochemischer Bearbeitung sowie Oberflächenbehandlungen.
2021 baute Leistritz Turbinentechnik GmbH die Hälfte seiner Arbeitsplätze in Remscheid ab. 130 Arbeitsplätzen blieben erhalten, 120 fielen weg. Wegen COVID-19 sei der Umsatz eingebrochen, weil es weniger Flüge gab und somit auch weniger Turbinen gebraucht wurden, begründete Leistritz die Maßnahme.

### Leistritz Pumpentechnik
Mit der Entwicklung und Herstellung selbstansaugender rotierender Verdrängerpumpen wurde in den 1920er Jahren in Nürnberg begonnen. Heute produziert der Geschäftsbereich in Nürnberg und agiert in den Leistritz Niederlassungen in China, Indien, Italien, Singapur, VAE und USA. Die Schraubenspindelpumpen fördern gut schmierende bis abrasive Flüssigkeiten bis zu 5000 m³/h, wobei Förderdrücke bis zu 280 bar möglich sind. Die Schraubenspindelpumpen und Systeme werden in vielen verschiedenen Anwendungsgebieten eingesetzt von der Chemiebranche bis zum Schiffbau. Ein besonderes Anwendungsfeld sind Multiphasenpumpsysteme, die besonders bei der Förderung von Mehrphasengemischen direkt aus der Ölquelle zum Einsatz kommen. Die kleinste Variante der Schraubenspindelpumpe wird als Kraftstoffpumpe in der Automobilindustrie eingesetzt.

### Leistritz Extrusionstechnik
Als Modifizierung und Weiterentwicklung der Schraubenspindelpumpe entstanden in den 1930er Jahren Schmelzepumpen, die zum Kneten und Fördern von Kautschukmassen eingesetzt wurden. Zehn Jahre später wurden diese Maschinen und Anlagen für die Verarbeitung von thermoplastischen Kunststoffen eingesetzt. Heute werden gleichläufige Doppelschneckenextruder und Extrusionsanlagen angeboten, die im Kunststoffbereich in der Compoundierung, Masterbatchherstellung, Direktextrusion von Folien, Rohren und Platten eingesetzt werden. Zusätzlich werden auch pharmazeutische Produkte und Nahrungsmittel auf den Extrudern hergestellt. Die Leistritz Extrusionstechnik GmbH hat seit jeher Nürnberg als Stammsitz und agiert weltweit in den Leistritz Niederlassungen in China, Frankreich, Italien, Singapur und den USA.

### Leistritz Produktionstechnik
Die Leistritz Produktionstechnik GmbH mit Sitz in Pleystein in der Oberpfalz liefert Lösungen für Anwendungsbereiche von rotationssymmetrischen, gewindeähnlichen Profilen, wie z. B. Kugelgewindespindeln und -muttern, Pumpenspindeln, Exzenter-, Lenk-, EPS- und Getriebeschnecken sowie Knochenschrauben. 1975 begann der Ausbau des Werkes in Pleystein auf dem Gelände eines stillgelegten Blechverarbeitungsbetriebes. Im gleichen Jahr begann die Produktion mit der Schalldämpferfertigung für den VW Käfer. 1977 wurden die Produktionsflächen zu klein, da zu der bestehenden Produktion zusätzlich die Fertigung der Hartmetallpräzisionswerkzeuge ins Programm aufgenommen wurde. 1980 begann mit der Aufnahme von Nutenziehmaschinen in das Lieferprogramm die Zeit des numerisch gesteuerten Werkzeugmaschinenbaues bei Leistritz in Pleystein. Ab 1982 wurde mit der Fertigung von Rohrkomponenten für Abgasanlagen, auch für andere Automobilhersteller, begonnen. In der Zerspanungstechnik ist die Wirbeltechnik ein Spezialbereich. Das Werk produziert heute CNC-Wirbelautomaten mit Be- und Entladesystemen. Auf diesen Maschinen werden u. a. Lenkschnecken für Automobile, Kugelgewindespindeln, Plastifizierschnecken für Extruder und auch Steinbohrer gefertigt.

## Belege
1. 1 2  Konzernabschluss per 31. Dezember 2021, veröffentlicht auf Bundesanzeiger.de, abgerufen am 9. Mai 2023
2. ↑  Leistritz – Festschrift 1905–2005 – 100 Jahre Partner für moderne Technik, Eigenverlag, Nürnberg, 2005, S. 2
3. ↑  Historie - Unternehmen - Leistritz Turbinentechnik GmbH. Abgerufen am 1. Februar 2023.
4. ↑  Leistritz ThyssenKrupp Technologies. In: juve.de. 7. Dezember 2005, abgerufen am 2. Oktober 2022.
5. ↑  Wolfgang Händel: Autozulieferer kehrt Fürth den Rücken. In: Fürther Nachrichten vom 11. Juni 2010 – online abrufbar
6. ↑  ASEANNOW - Fire At Aircraft Parts Factory. Abgerufen am 30. März 2023.
7. ↑  Leistritz kooperiert mit dem UL Thermoplastics Testing Center. In: plastverarbeiter.de. 26. Juni 2015, abgerufen am 1. Oktober 2022.
8. ↑  ILA. Abgerufen am 1. Februar 2023.
9. ↑  Index. Abgerufen am 1. Februar 2023.
10. ↑  Radio RSG: IG Metall kritisiert Stellenabbau bei Leistritz. Abgerufen am 1. Februar 2023.
11. ↑  Flüssigkeitspumpen. Archiviert vom Original (nicht mehr online verfügbar) am 19. August 2019; abgerufen am 19. August 2019.  Info: Der Archivlink wurde automatisch eingesetzt und noch nicht geprüft. Bitte prüfe Original- und Archivlink gemäß Anleitung und entferne dann diesen Hinweis.